# La strada per Agartha
| Recensione | Giudizio |
| ---------- | -------- |
| Newsic     | 6,50/10  |

La strada per Agartha è il secondo album in studio del cantautore italiano Leo Gassmann, pubblicato il 24 febbraio 2023.

## Tracce
1. Agartha – 1:43
2. La mia libertà – 3:34
3. Volo rovescio – 3:12
4. Caro Lucio – 3:38
5. Without You (con i Will and the People) – 3:30
6. Terzo cuore – 3:37
7. Io vorrei che per te (con Edoardo Bennato) – 3:24
8. Fuori di testa – 2:46
9. Lunedì (con L'Ennesimo) – 3:04
10. Siamo a metà – 3:02
11. Maledizione – 3:02
12. In un addio (con Matteo Costanzo) – 3:51
13. Io non ho paura – 2:49
14. Figli dei fiori (con Rahul Kamble) – 4:46
15. Love Me Like A Stranger (Con Basixx e Mia Pffirman) – 2:56

Traccia bonus nella riedizione streaming
1. Capiscimi – 2:54

## Classifiche
| Classifica (2023) | Posizione massima |
| ----------------- | ----------------- |
| Italia            | 64                |